# Derby County Football Club 2014-2015
Nella stagione 2014-2015, il Derby County partecipò alla seconda divisione calcistica inglese, la Championship, terminando in ottava posizione.
Nelle due competizioni nazionali, la formazione venne eliminata al quinto turno di FA cup e nei quarti di finale di  League Cup.

## Completi
I completi sono forniti da Umbro.
| Home | Away | Third |

## Rosa
| N. |                             | Ruolo | Calciatore     |
| -- | --------------------------- | ----- | -------------- |
| 1  | Inghilterra (bandiera)      | P     | Lee Grant      |
| 2  | Irlanda (bandiera)          | D     | Cyrus Christie |
| 3  | Scozia (bandiera)           | D     | Craig Forsyth  |
| 4  | Scozia (bandiera)           | C     | Craig Bryson   |
| 5  | Inghilterra (bandiera)      | D     | Jake Buxton    |
| 6  | Irlanda (bandiera)          | D     | Richard Keogh  |
| 7  | Giamaica (bandiera)         | A     | Simon Dawkins  |
| 8  | Irlanda (bandiera)          | C     | Jeff Hendrick  |
| 9  | Scozia (bandiera)           | A     | Chris Martin   |
| 10 | Irlanda del Nord (bandiera) | A     | Jamie Ward     |
| 11 | Scozia (bandiera)           | A     | Johnny Russell |
| 12 | Inghilterra (bandiera)      | D     | Lee Naylor     |
| 14 | Inghilterra (bandiera)      | C     | John Eustace   |
| 16 | Inghilterra (bandiera)      | C     | Jesse Lingard  |

| N. |                        | Ruolo | Calciatore              |
| -- | ---------------------- | ----- | ----------------------- |
| 17 | Stati Uniti (bandiera) | D     | Zak Whitbread           |
| 19 | Inghilterra (bandiera) | C     | Will Hughes             |
| 20 | Inghilterra (bandiera) | A     | Mason Bennett           |
| 21 | Paesi Bassi (bandiera) | P     | Kelle Roos              |
| 22 | Kosovo (bandiera)      | C     | Alban Bunjaku           |
| 23 | Inghilterra (bandiera) | A     | Tom Ince                |
| 25 | Inghilterra (bandiera) | D     | Shaun Barker (capitano) |
| 30 | Svezia (bandiera)      | D     | Isak Ssewankambo        |
| 32 | Inghilterra (bandiera) | D     | Ryan Shotton            |
| 33 | Spagna (bandiera)      | C     | Omar Mascarell          |
| 34 | Inghilterra (bandiera) | C     | George Thorne           |
| 37 | Inghilterra (bandiera) | D     | Stephen Warnock         |
| 39 | Inghilterra (bandiera) | A     | Darren Bent             |
|    | Austria (bandiera)     | A     | Andreas Weimann         |